# Mimosa malacocarpa
Mimosa malacocarpa är en ärtväxtart som först beskrevs av Robinson, och fick sitt nu gällande namn av Nathaniel Lord Britton och Joseph Nelson Rose. Mimosa malacocarpa ingår i släktet mimosor, och familjen ärtväxter. Inga underarter finns listade i Catalogue of Life.